# Titov vrh
Titov vrh nebo také Titov vrv (makedonsky: Титов врв) je se svými 2748 m n. m. nejvyšším vrcholem v pohoří Šar planina a zároveň je druhou nejvyšší horou Severní Makedonie. Leží asi 12 km severozápadně od severomakedonského města Tetovo. Jižně od vrcholu pramení řeka Borovinska Reka a severně od něj řeka Pena.
V blízkosti vrcholu se nachází ještě Mal Turčin (2702 m n. m.) a Bakardan (2700 m n. m.) Na vrcholu se nachází věž, která slouží pro potřeby turistických výprav na vrchol hory. Vybudována byla v roce 1957 a obnovena svépomocí dobrovolníků v roce 2016. Každý rok, poslední víkend v květnu, organizuje horský spolek „Ljuboten“ výstup na tento vrchol. V dobách socialistické Jugoslávie se konaly masové organizované výstupy na jeho vrchol. Na výročí 35. roku přejmenování hory v roce 1987 se výstupu na vrchol účastnilo 23 tisíc lidí. I v současné době je hora častým turistickým cílem.
Cesta Popovou stezkou na vrchol hory trvá cca 5 hodin.[zdroj?]
V dobách existence Království Jugoslávie nesl vrchol název po králi Alexandru. Název vrcholu byl změněn krátce po atentátu na krále v roce 1934. Během bulharské okupace Makedonie za druhé světové války se hoře vrátil původní název Golem Turčin.
Vrcholek byl po druhé světové válce přejmenován po bývalém jugoslávském prezidentu Josipu Broz Titovi. Její původní název byl Golem Turčin („Velký Turek“), albánsky Turk i Madh. Rozhodnutí o změně názvu hory vydalo Sobranie dne 21. dubna 1953.

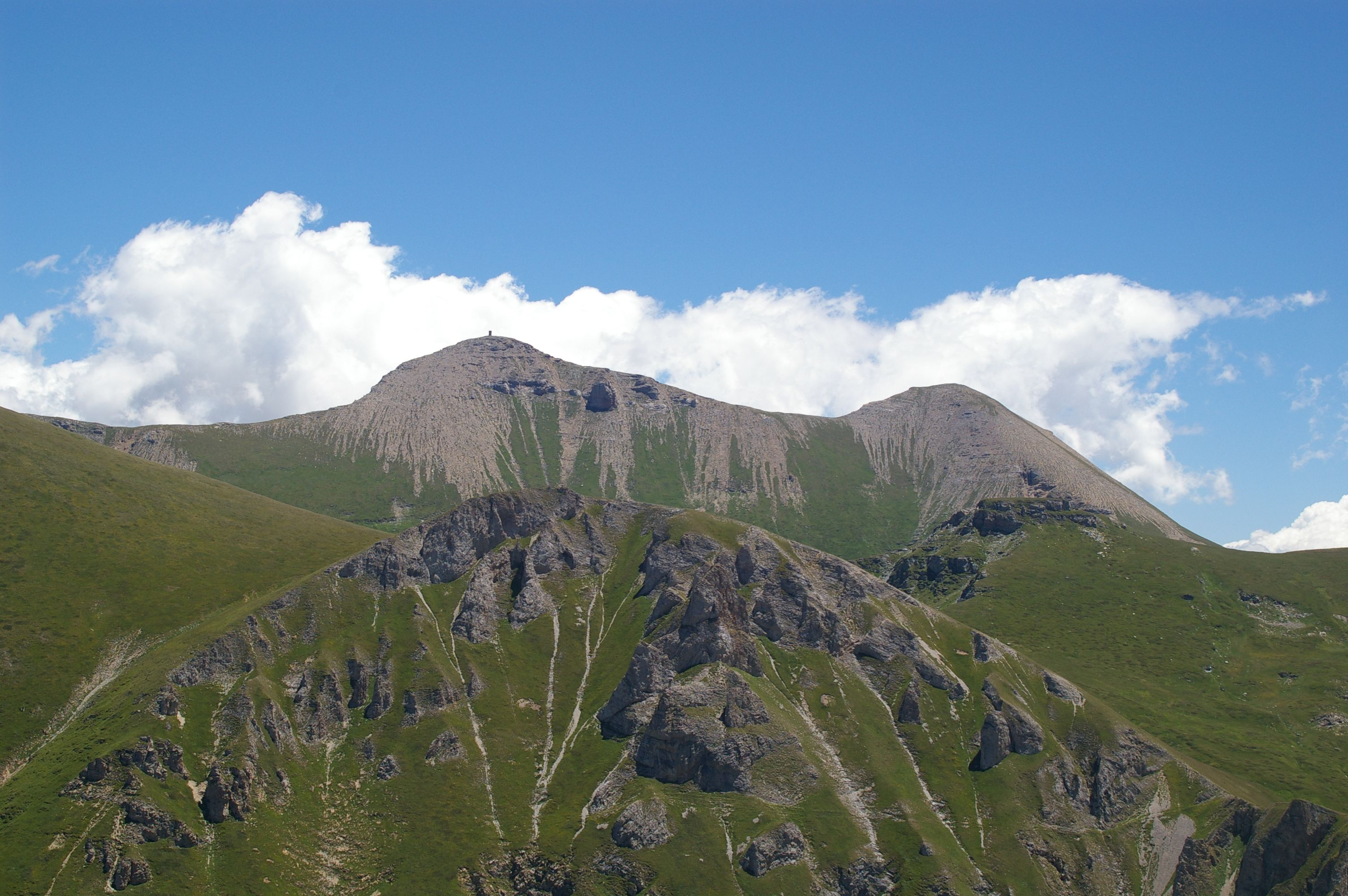
Titov vrh a Turcin od západu